# Estudos de gênero

Vários símbolos de identidade de gênero estilizados como anéis olímpicos

Estudos de gênero é um campo de estudo interdisciplinar dedicado à identidade de gênero e à representação de gênero como categorias centrais de análise. Esse campo inclui estudos sobre as mulheres (sobre mulheres, feminismo, gênero e política), estudos sobre os homens e estudos queer. Às vezes, estudos de gênero são definidos como conjunto ao estudo da sexualidade humana. Essas disciplinas estudam gênero e sexualidade nos campos da literatura, língua, geografia, história, ciência política, sociologia, antropologia, mídia, desenvolvimento humano, direito, saúde pública e medicina. Elas também analisam como raça, etnia, localização, classe, nacionalidade e deficiência se cruzam com as categorias de gênero e sexualidade.
Em relação ao gênero, Simone de Beauvoir disse: "Não se nasce mulher, se torna uma". Essa visão propõe que, nos estudos de gênero, o termo "gênero" deve ser usado para se referir às construções sociais e culturais das masculinidades e feminilidades e não ao estado de ser homem ou mulher em sua totalidade. No entanto, essa visão não é mantida por todos os teóricos de gênero. A visão de Beauvoir é a que muitos sociólogos apoiam, embora haja muitos outros contribuintes para o campo dos estudos de gênero com diferentes origens e pontos de vista opostos, como o psicanalista Jacques Lacan e feministas como Judith Butler.
O gênero é pertinente a muitas disciplinas, como a teoria literária, os estudos de teatro e do cinema, a história da arte contemporânea, a antropologia, a sociologia, a sociolinguística e a psicologia. No entanto, essas disciplinas às vezes diferem em suas abordagens sobre como e por que o gênero é estudado. Por exemplo, na antropologia, na sociologia e na psicologia, o gênero é frequentemente estudado como uma prática, enquanto nos estudos culturais as representações de gênero são mais frequentemente examinadas. Na política, o gênero pode ser visto como um discurso fundamental que os atores políticos empregam para posicionar-se em uma variedade de questões. Os estudos de gênero também são uma disciplina em si, incorporando métodos e abordagens de uma ampla gama de disciplinas.
Cada campo passou a considerar o "gênero" como uma prática, às vezes referida como algo que é performativo. A teoria feminista da psicanálise, articulada principalmente por Julia Kristeva (a "semiótica" e "abjeção") e Bracha L. Ettinger (o "eros matricial feminino-prematerno-materno", a "trans-subjetividade matricial" e as "fantasias maternais primitivas"), e informadas por Freud, Lacan e pela teoria da relação de objetos, é muito influente nos estudos de gênero. De acordo com Sam Killermann, o gênero também pode ser dividido em três categorias, identidade de gênero, expressão de gênero e sexo biológico.

## Histórico
Ainda no século XIX, a questão do estudo de gênero foi abordada em diversas obras como dicionários e revistas através de críticas ao modelo tradicional masculino. Por exemplo, em "Mulheres influentes e seu povo", a feminista alemã Louise Otto-Peters critica os métodos de seleção de biografias da época caracterizados pela união aos homens e não por feitos próprios. Neste contexto, inclui-se também o papel da mulher na revolução francesa no qual também lutaram por igualdades de direitos, seguidos a reivindicações por direitos políticos e sociais principalmente no que se refere a maternidade e posteriormente à questão profissional e do lar.
No século XX, algumas teóricas se destacam pela contribuição e atuação seminal na área dos estudos de gênero, pavimentando um campo de discussão e contribuição que se torna crescente. Entre elas, Joan W. Scott, historiadora americana, com seu artigo "Gênero: Uma Categoria Útil de Análise Histórica" (1986), e seus livros "Gênero e política na história" (1988), "Apenas Paradoxos a Oferecer: Feministas Francesas e os Direitos do Homem" (1996), que figuram entre seus importantes trabalhos nessa área de pesquisa, se tornou referência no campo de estudo. Nesse âmbito, bell hooks, autora estadunidense, em seu livro "E eu não sou uma mulher? Mulheres Negras e feminismo" (1981) faz ao longo da obra um panorama da negritude feminina dos Estados Unidos e como essas, por serem vítimas ao mesmo tempo da misoginia e do racismo, estão mais expostas a discriminações e exclusões dentro de um sistema patriarcal, e trouxe a campo a discussão envolvendo interseccionalidade de gênero, classe e raça.

### Brasil
Embora o movimento feminista no Brasil tenha se intensificado a partir dos anos 1970, foi mais tardia a introdução do tema no mundo acadêmico. Foucault se popularizou entre os acadêmicos brasileiros a partir do fim da década de 1980, e a partir de então surgem os primeiros estudos sobre a condição feminina no Brasil baseados nas premissas do debate teórico iniciado nos EUA.
A introdução dos estudos de gênero no Brasil se deu através de iniciativas coordenadas nas áreas de história e sociologia a partir dos anos 1990. Nessa mesma época foi criado na UNICAMP o Grupo de Estudos de Gênero Pagu, sob a liderança de Margareth Rago, Adriana Piscitelli, Elisabeth Lobo e Mariza Corrêa, grupo esse responsável pela edição do periódico Cadernos Pagu, hoje referência na área. Pioneira nos estudos envolvendo raça, classe gênero no Brasil quando o termo "intersecção" ainda não havia sido cunhado, Lélia Gonzalez é referência mundial nessa área de pesquisa por somar a sua produção intelectual o ativismo político e a mobilização popular.
Nos anos 2010, pessoas trans brasileiras têm se destacado com aportes substanciais aos estudos de gênero desde a perspectiva transfeminista. Dentre elas, destacam-se Neon Cunha, Jota Mombaça, Dodi Leal, Jaqueline Gomes de Jesus, Amara Moira e Laerte Coutinho.

## Diferença entre sexo e gênero
Os conceitos de gênero e sexo biológico embora possam parecer sinônimos foram utilizados separadamente para enfatizar a distinção entre a condição biológica determinante do sexo e as construções sociais que envolvem as relações entre gêneros. Segundo Soihet (op cit., págs. 266 e 267), "gênero" abrange o aspecto relacional entre as mulheres e os homens, onde nenhum dos dois podem ser compreendidos em estudos que os considere em separado. Soihet (op cit., pág. 267) frisa ainda que o termo "gênero" foi proposto em defesa de que "a pesquisa sobre as mulheres transformaria fundamentalmente os paradigmas da disciplina; acrescentaria não só os novos temas, como também imporia uma reavaliação crítica das premissas e critérios do trabalho científico" e que implicaria não apenas em "uma nova história das mulheres, mas uma nova história"

## Críticas
O historiador e teórico Bryan Palmer argumenta que a atual dependência dos estudos de gênero no pós-estruturalismo - com sua reificação do discurso e evitação das estruturas de opressão e lutas de resistência - obscurece as origens, significados e consequências de eventos e processos históricos. Palmer procura combater as tendências atuais nos estudos de gênero com um argumento para a necessidade de analisar as experiências vividas e as estruturas de subordinação e poder.
A teórica feminista Rosi Braidotti (1994) criticou os estudos de gênero como "a tomada da agenda feminista pelos estudos sobre masculinidade, o que resulta na transferência de financiamento de cargos feministas para outros tipos de cargos. Houve casos de cargos anunciados como 'estudos de gênero' que foram entregues a 'garotos inteligentes'. Algumas das tomadas competitivas têm a ver com estudos sobre homossexuais. De especial significado nesta discussão é o papel da editora Routledge, que, em nossa opinião, é responsável por promover o gênero como uma forma de desradicalizar a agenda feminista, revender a masculinidade e a identidade masculina gay". Calvin Thomas respondeu que, "como Joseph Allen Boone ressalta, 'muitos dos homens da academia que são os 'aliados' feministas mais solidários são gays'" e que é "falso" ignorar as maneiras pelas quais editoras importantes, como a Routledge, promoveram teóricas feministas.
Entre grupos religiosos e conservadores, desde o início do século XXI, o termo tem sido apropriado sem respaldo científico para distorcer aspectos dos estudos de gênero com o objetivo de criar um tipo de pânico moral e alimentar teorias conspiratórias sobre um conluio mundial para "destruir os valores familiares" e voltar a opinião pública contra políticas sociais direcionadas para as mulheres e a população LGBT, uma estratégia conhecida como falácia do espantalho. A Igreja Católica tem usado o termo a partir da década de 90, pelo menos desde 1998, ano de publicação de uma nota da Conferência Episcopal do Peru, intitulada "A ideologia de gênero: seus perigos e alcances". O Papa Francisco falou sobre "colonização ideológica", e em 2019, a Congregação para a Educação Católica publicou o documento denominado "Homem e mulher os criou" cujo subtítulo é “Para uma via de diálogo sobre a questão do gender na educação.” A França foi um dos primeiros países em que essa alegação se espalhou quando movimentos católicos marcharam nas ruas de Paris contra a lei sobre casamento e adoção de homossexuais. Bruno Perreau mostrou que esse medo tem profundas raízes históricas. Ele argumenta que a rejeição dos estudos de gênero e da teoria queer expressa ansiedades sobre a identidade nacional e as políticas voltadas para minorias. Jayson Harsin estudou os aspectos do movimento da teoria anti-estudos de gênero francês e descobriu que ele partilha qualidades com a política populista de direita do pós-verdade.
O ensino de certos aspectos da teoria de gênero foi banido nas escolas públicas de Nova Gales do Sul, na Austrália, após uma revisão independente sobre como o Estado ensina educação sexual. Na Europa Central e Oriental, os movimentos "anti-estudos de gênero" estão em ascensão, especialmente na Polônia, na Rússia e na Hungria, onde chegaram a ser proibidos em outubro de 2018.